# Jon Andoni Goikoetxea
Pour les articles homonymes, voir Goikoetxea.
Ne doit pas être confondu avec Andoni Goikoetxea.
Jon Andoni Goikoetxea Lasa, né le 21 octobre 1965 à Pampelune, est un footballeur espagnol évoluant au poste de milieu de terrain dans les années 1980 et 1990. 
Il a fait partie de la « dream team » de Johan Cruyff. International espagnol.

## Palmarès
- Vainqueur de la Supercoupe de l'UEFA : 1992 (FC Barcelone).
- Vainqueur de la Coupe des clubs champions européens : 1992 (FC Barcelone).
- Champion d'Espagne : 1991, 1992, 1993 et 1994 (FC Barcelone).
- International espagnol (36 sél., 4 buts).

## Distinctions personnelles
- Prix Don Balón de Meilleur joueur espagnol de la Liga : 1991.